# 트로이 발더슨
윌리엄 트로이 발더슨(William Troy Balderson, 1962년 1월 16일 ~ )는 미국의 정치인이다.

## 학력
- 재인스빌 고등학교 졸업
- 머스킹엄 칼리지 중퇴
- 오하이오 주립 대학교 수료

## 경력
- 발더슨 모터스 세일즈 부회장
- 2009.01 ~ 2011.07 제128·129대 오하이오 제94선거구 하원의원
- 2011.07 ~ 2018.09 제129·130·131·132대 오하이오 제20선거구 상원의원
- 2018.09 ~ 제115·116·117·118·119대 미국 오하이오주 제12구 연방하원의원

## 역대 선거 결과
| 선거명        | 직책명                         | 대수  | 정당   | 득표율  | 득표수    | 결과 | 당락                     |
| ------------- | ------------------------------ | ----- | ------ | ------- | --------- | ---- | ------------------------ |
| 2008년 선거   | 하원의원 (오하이오 제94선거구) | 128대 | 공화당 | 54.01%  | 28,358표  | 1위  | 오하이오 주의원 당선     |
| 2010년 선거   | 하원의원 (오하이오 제94선거구) | 129대 | 공화당 | 100.00% | 28,236표  | 1위  | 오하이오 주의원 당선     |
| 2012년 선거   | 상원의원 (오하이오 제6부)      | 130대 | 공화당 | 59.48%  | 89,659표  | 1위  | 오하이오 주의원 당선     |
| 2016년 선거   | 상원의원 (오하이오 제6부)      | 132대 | 공화당 | 100.00% | 114,532표 | 1위  | 오하이오 주의원 당선     |
| 2018년 재선거 | 하원의원 (오하이오 제12선거구) | 115대 | 공화당 | 50.12%  | 104,328표 | 1위  | 오하이오주 하원의원 당선 |
| 2018년 선거   | 하원의원 (오하이오 제12선거구) | 116대 | 공화당 | 51.42%  | 175,677표 | 1위  | 오하이오주 하원의원 당선 |
| 2020년 선거   | 하원의원 (오하이오 제12선거구) | 117대 | 공화당 | 55.25%  | 241,790표 | 1위  | 오하이오주 하원의원 당선 |
| 2022년 선거   | 하원의원 (오하이오 제12선거구) | 118대 | 공화당 | 69.27%  | 191,344표 | 1위  | 오하이오주 하원의원 당선 |
| 2024년 선거   | 하원의원 (오하이오 제12선거구) | 119대 | 공화당 | 68.51%  | 260,450표 | 1위  | 오하이오주 하원의원 당선 |

## 참고 자료
- 위키미디어 공용에 트로이 발더슨 관련 미디어 분류가 있습니다.